# Miniuva
Miniuva es un género de foraminífero bentónico de la subfamilia Uvigerininae, de la familia Uvigerinidae, de la superfamilia Buliminoidea, del suborden Buliminina y del orden Buliminida. Su especie tipo es Miniuva minima. Su rango cronoestratigráfico abarca el Helvetiense (Mioceno medio).

## Discusión
Clasificaciones previas incluían Miniuva en el suborden Rotaliina del orden Rotaliida.

## Clasificación
Miniuva incluye a la siguiente especie:
- Miniuva minima †